# Treize règles originelles

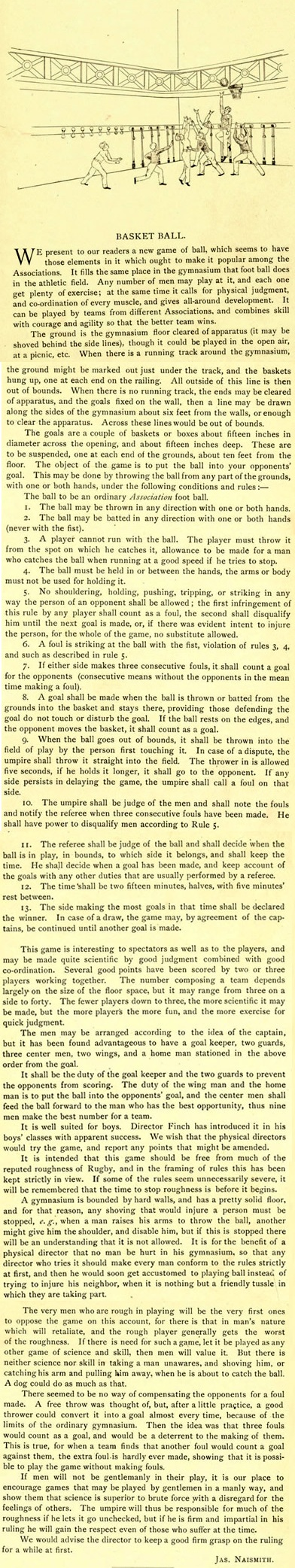
Les Treize règles originelles telles qu'elles apparaissent dans The Triangle.

Les « treize règles originelles » sont les règles régissant le basket-ball énoncées par James Naismith et publiées pour la première fois dans le journal officiel du Springfield College, The Triangle le 15 janvier 1892.
La version originale de ce document a été mise aux enchères le 10 décembre 2010 à New York par la maison Sotheby's et a été adjugée 4,3 millions de dollars,.

## Les règles
1. Le ballon peut être lancé dans n'importe quelle direction avec une ou deux mains .
2. Le ballon peut être frappé dans n'importe quelle direction avec le plat de la main, d'une ou deux mains, mais jamais avec le poing.
3. Un joueur ne peut pas courir en tenant le ballon. Le joueur doit le relancer de l'endroit où il le récupère. Une tolérance est accordée à un joueur qui attrape le ballon alors qu'il court à bonne vitesse mais essaie de s'arrêter.
4. Le ballon doit être maintenu dans ou entre les mains; il ne faut pas utiliser les bras ou le corps pour le maintenir.
5. Il est interdit de donner des coups d'épaule, de tenir, de pousser, de faire tomber ou de frapper de quelque manière que ce soit un adversaire; la première violation de cette règle compte comme une faute, la seconde exclut le joueur du terrain jusqu'au prochain panier, voire pour le reste de la partie sans qu'il puisse être remplacé, si l'intention du joueur commettant la faute était de heurter.
6. Frapper le ballon du poing constitue une faute, conformément aux articles 3 et 4; faute du même ordre que celles décrites dans l'article 5.
7. Si l'une des équipes commet 4 fautes consécutives, un panier sera compté pour les adversaires (consécutives signifie sans que l'autre n'en commette).
8. Un point est marqué quand le ballon est envoyé dans le panier depuis le sol et y demeure, ceci nécessite que ceux qui défendent le point ne touchent le ballon, ni n'empêchent le point. Si le ballon reste en équilibre sur le bord du panier et que les défenseurs bougent le panier, on comptera le point.
9. Lorsque le ballon sort des limites, il devra être remis sur le terrain et joué par le premier joueur qui le touche. En cas de litige, l'arbitre de touche relance le ballon dans le terrain. Le joueur chargé de la remise en jeu dispose de 5 secondes; s'il dépasse ce délai, le ballon change de camp. Si une équipe retient le ballon volontairement pour gagner du temps, l'arbitre de touche pénalise l'équipe d'une faute.
10. L'arbitre de touche jugera les joueurs, notera les fautes et signalera à l'arbitre quand trois fautes consécutives sont commises. Il sera habilité à disqualifier des joueurs selon l'article 5.
11. L'arbitre en chef sera juge du ballon, devra décider si le ballon est en jeu, dans les limites du terrain, et à quel camp il appartient; il devra également surveiller le temps écoulé dans la partie. C'est lui qui accorde les paniers et qui doit tenir compte des points inscrits, il assume également les autres fonctions généralement accordées à un arbitre.
12. La durée d'une partie sera de deux mi-temps de 15 minutes, avec une pause de 5 minutes entre elles.
13. L'équipe marquant le plus de points dans ce temps sera désignée vainqueur. En cas de match nul, et avec l'accord des capitaines, le jeu pourra être prolongé jusqu'à inscription d'un nouveau point.